# Ministro straordinario della santa comunione
Nella Chiesa latina, il ministro straordinario della comunione è un battezzato cresimato, giovane o adulto, uomo o donna, cui è affidato in maniera straordinaria (cioè solo quando si presenti una reale necessità, dovuta alla carenza di presbiteri o altri ministri ordinati) l'incarico della distribuzione della comunione eucaristica: 
- durante la messa, in caso di assemblee particolarmente numerose oppure di impossibilità del presbitero che presiede, per malattia o difficoltà di deambulazione;
- fuori dalla messa, agli ammalati, in casa o in ospedale, che siano impossibilitati a recarsi in chiesa.

Il mandato ai ministri straordinari è conferito dal parroco, o talvolta dal cappellano ospedaliero,  con l'autorizzazione del vescovo diocesano, per un periodo di tempo determinato (di solito tre anni), rinnovabile anche più volte.
Questo ministro, inoltre, sempre in assenza di altri ministri ordinati oppure di accoliti, può esporre il Santissimo Sacramento alla pubblica adorazione secondo le norme della chiesa locale, senza però impartire la benedizione eucaristica.
Il mandato di distribuire la comunione affidato ad un laico rimane un ministero straordinario, poiché gli unici ministri ordinari della distribuzione della comunione sono il vescovo, i presbiteri e i diaconi (mentre i ministri della presidenza della liturgia eucaristica sono soltanto il vescovo e i presbiteri). Per questa ragione, è solo in assenza o in caso di impossibilità fisica dei ministri ordinati che il ministro straordinario assume la propria funzione.
Patrono dei ministri straordinari della comunione è san Tarcisio, un giovane cristiano del II secolo, che - secondo il Martirologio Romano - portava la comunione ai cristiani in carcere e sarebbe stato martirizzato mentre stava esercitando questo suo servizio.

## La comunione ai malati
Nell'amministrare la comunione ai malati impossibilitati a partecipare alla messa, il ministro straordinario segue il formulario elaborato dalla propria diocesi: normalmente non manca la lettura di un passo della parola di Dio, che può essere anche il brano evangelico previsto dal lezionario per quel giorno. Qualora le circostanze lo richiedano, la comunione può anche essere somministrata sotto la specie del vino.